# Abdoulaye Baldé
Abdoulaye Baldé (Parigi, 30 novembre 1986) è un calciatore francese, attaccante del Luçon.

## Carriera

### Club
Considerato un giocatore molto promettente, ha giocato con l'Amiens segnando 17 gol in 86 partite. Nel 2007 passa al Metz senza mai andare in rete , dopo due anni si trasferisce al Châteauroux giocando poco e segnando solo un gol, infine nel 2012 si trasferisce a titolo definitivo al Lumezzane, esordendo in campionato il 12 febbraio 2012 nei minuti finali di Pisa-Lumezzane 0-2 e segnando pochi giorni dopo, il 15 febbraio, il suo primo gol ufficiale in maglia rossoblù in Piacenza-Lumezzane 1-1 valida per la Coppa Italia di Lega Pro.

### Nazionale
Ha giocato nelle nazionali giovanili francesi Under-19 ed Under-20.

## Palmarès

### Nazionale
- Campionato d'Europa Under-19: 1

Nord Irlanda 2005

### Individuale
- Miglior giocatore dell'Europeo Under-19: 1

Nord Irlanda 2005